# Red Devils Wernigerode
Die Red Devils Wernigerode sind eine Unihockey (Floorball)-Mannschaft aus Wernigerode im Landkreis Harz (Sachsen-Anhalt).

## Geschichte
Die Mannschaft gründete sich am 23. August 1998 als Abteilung des Wernigeröder Sportvereins Rot-Weiß. 2002 gelang der Mannschaft erstmals der Aufstieg in die 1. Bundesliga. Dort konnten sich die Red Devils zunächst vier Spielzeiten halten, ehe 2007 der Abstieg folgte. Nach zwei Jahren in der 2. Bundesliga stieg die Mannschaft zur Saison 2009/10 wieder ins Oberhaus des deutschen Unihockeys auf und erreichte mit Platz drei 2010 die bis dahin beste Saisonleistung der Vereinsgeschichte. In der Folgesaison 2010/11 konnte dies mit dem Gewinn der deutschen Meisterschaft sogar noch getoppt werden. Nach der Haupt- und Meisterrunde belegten die Red Devils in der Tabelle den zweiten Platz hinter Serienmeister UHC Weißenfels. Im Play-off-Halbfinale setzten sich die Red Devils mit 2:0 Siegen gegen die SG BA Tempelhof durch und erreichten das Finale, während Weißenfels überraschend gegen die Löwen Leipzig ausschied. In den beiden Finalbegegnungen zwischen Leipzig und Wernigerode gelangen den Red Devils mit 7:5 und 5:4 zwei Siege, wodurch der Gewinn der Meisterschaft erreicht wurde.
Die zweite Mannschaft trat 2010/11 in der Regionalliga Ost an.
2014 hatte der Verein 200 Mitglieder.

## Damenmannschaft
Seit 2008 gibt es mit den Lady Devils auch eine Damenmannschaft. In der Spielzeit 2011/2012 wurde eine Trainingskooperation mit dem Nachbarverein TSG GutsMuths Quedlinburg vereinbart, die in der Spielgemeinschaft SG Floorball Harz mündete. Unter diesem Namen traten die Frauen und Mädchen bis zur Saison 2015/2016 in der Regionalliga-Ost Kleinfeld an. Ab 2015 traten die Lady Devils allein in der Regionalliga-Ost an.
Ab der Saison 2016/2017 trat eine Spielgemeinschaft mit den Floorfighters Chemnitz in der Regionalliga Großfeld an.
2017 und 2018 gewann die U17-Mädchenmannschaft der Red Devils jeweils die deutsche Meisterschaft. 2019 meldeten die Red Devils ihre Damenmannschaft für die Bundesliga an, um den in der Vergangenheit sehr erfolgreichen Nachwuchsspielerinnen das höchst mögliche Spielniveau zu bieten.
2024 und 2025 konnten die U17-Juniorinnen wieder die Deutsche Meisterschaft auf dem Kleinfeld gewinnen.

## Erfolge
Herren:
- Deutscher Meister 2011
- Deutscher Vizemeister 2012
- Halbfinale Deutsche Meisterschaft 2010
- Meister 2. Bundesliga Ost 2009
- Deutscher Pokalsieger 2013
- Deutscher Vize-Pokalsieger 2012, 2014, 2015, 2018 und 2019

U15-Junioren:
- Deutscher Meister 2023

U13-Junioren:
- Deutscher Vizemeister 2008
- 3. Platz (Deutsche Meisterschaft) 2013

U17-Juniorinnen:
- Deutscher Meister 2017, 2018, 2024 und 2025

U15-Juniorinnen:
- Deutscher Meister 2022 und 2023